# Sun Shuwei
Sun Shuwei   (Jieyang, 1 de febrer de 1976) és un saltador xinès, ja retirat, que va competir durant la dècada de 1990.
El 1992 va prendre part en els Jocs Olímpics d'Estiu de Barcelona, on va guanyar la medalla d'or en la prova de palanca de 10 metres del programa de salts.
En el seu palmarès també destaquen tres medalles al campionat del món, dues d'or i una de plata entre el 1991 i 1998, i tres medalles d'or als Jocs asiàtics, entre el 1990 i 1998. Es retirà el 2001, passant a exercir d'entrenador, i el 2007 fou inclòs a l'International Swimming Hall of Fame.